# Rudolf Wolf
Johann Rudolf Wolf (Nascido no dia 7 de julho de 1816, em Fällanden, — morreu no dia 6 de dezembro de 1893, em Zurique) foi um astrônomo e matemático suiço mais conhecido por seu trabalho em manchas solares.

## Vida
Wolf nasceu em Fällanden, próximo a Zurique. Ele estudou nas universidades de Zurique,Viena, e Berlim. Encke foi um dos seus professores. Wolf se tornou professor de astronomia da Universidade de Berna em 1844 e diretor do Observatório de Berna em 1847. Em 1855, ele aceitou uma cadeira de astronomia na Universidade de Zurique e também no Instituto Federal de Tecnologia de Zurique
Wolf ficou muito impressionado com a descoberta do ciclo solar por Heinrich Schwabe e ele não somente fez suas próprias observações, como coletou todos os dados disponíveis de manchas solares ativas antes de 1610 e calculou um período para o ciclo de 11,1 anos. Em 1848, desenvolveu uma maneira de quantificar a atividade de manchas solares. O número de Wolf, como agora é conhecido, continua em uso. Em 1852, Wolf foi um dos quatro cientistas que descobriram a ligação entre o ciclo solar e a atividade geomagnética da Terra.

## Publicações
- como editor: Taschenbuch der Mathematik, Physik, Geodäsie und Astronomie, Halle, Bern 1852, OCLC 254774722.
- Biographien zur Kulturgeschichte der Schweiz, 4. Auflage, Orell Füssli, Zürich 1858–1862, Quarto Volume, ver também (online – Internet Archive Zürich 1861)
- Die sonne und ihre flecken. Ein Vortrag vor gemischtem Publikum gehalten am 10. Januar 1861. Orell Füssli, Zürich 1861, OCLC 794810632.
- als Herausgeber: Handbuch der Mathematik, Physik, Geodäsie und Astronomie, Zwei Bände, Schulthess, Zürich 1870 bis 1872, Erster Band Zweiter Band
- Geschichte der Astronomie. Oldenbourg, München, 1877, OCLC 9008089 (= Geschichte der Wissenschaften in Deutschland, Neuere Zeit, Band 16).
- Geschichte der Vermessungen in der Schweiz, als historische Einleitung zu den Arbeiten der schweiz. geodätischen Commission (PDF; 36,5 MB). S. Möhr, Zürich 1879 OCLC 15865849.
- Handbuch der Astronomie, ihrer Geschichte und Litteratur. Schulthess, Zürich 1890 bis 1893. (Digitalizado: 1º livro  (PDF; 20,7 MB), 2º livro  (PDF; 20,8 MB), 3º livro  (PDF; 17,1 MB), 4º livro ; PDF; 17,7 MB) (Nachdruck Olms: ISBN 978-3-487-05007-2)